# Pterolophia chapaensis
Pterolophia chapaensis là một loài bọ cánh cứng trong họ Cerambycidae.